# Cybister rugulosus
Cybister rugulosus är en skalbaggsart som först beskrevs av Ludwig Redtenbacher 1844.  Cybister rugulosus ingår i släktet Cybister och familjen dykare. Inga underarter finns listade i Catalogue of Life.